# Mimozotale cylindrica
Mimozotale cylindrica är en skalbaggsart som beskrevs av Hayashi 1981. Mimozotale cylindrica ingår i släktet Mimozotale och familjen långhorningar. Inga underarter finns listade i Catalogue of Life.